# Senatus consultum Pegasianum
Das Senatus consultum Pegasianum war ein Senatskonsult aus der römischen Kaiserzeit während der Regierungszeit des Flaviers Vespasian. Der wohl um 72 n. Chr. entstandene Beschluss räumte dem Erben die falzidische Quart auch dann ein, wenn das Erbe durch einen Erbschaftsfideikommiss belastet war. Das falcidische Gesetz, die lex Falcidia de legatis, ordnete seit 41 v. Chr. für das Erbrecht an, dass die Höhe des Mindesterbteils den vierten Teil aus dem schuldenbereinigten Vermögen des Erblassers zu betragen habe (Quart). 
Der Wortlaut des Pegasianum ist nicht erhalten, kann aber aus den Juristenschriften recht zuverlässig wiederhergestellt werden. Für die Umsetzung der senatorischen Vorgaben war der Prätor zuständig.
Lange vor dem senatus consultum Pegasianum war es üblich, dass der Erblasser dem Erben durch formloses Vermächtnis auftrug, Dritten Gegenstände aus der Erbschaft auszufolgen. Durch die vorherrschende römische Sitte bona fides fühlte sich der Erbe zumeist gehalten, das fidei commissum zu erfüllen, worauf aber mangels rechtlicher Durchsetzbarkeit nicht stets Verlass war. Das Fideikommiss unterlag keiner Beschränkbarkeit durch Legate. Auch Personen, die keinem Legat ausgesetzt werden durften, konnten mit Fideikommissen bedacht werden, etwa Peregrinen. Auf Basis der lex Voconia profitierten auch Frauen, sogar über die Legatsgrenzen hinaus. In der Praxis wurden Erbschaften häufig durch Fideikommisse vollständig umgangen. Solange die Fideikommisse während der Zeit der Republik keinen Rechtsschutz genossen, bestand für den Erblasser das Wahlrecht, ob er seine letztwillige Verfügung einer verbindlichen Legatsbeschränkung unterwerfen wollte oder sich auf die nicht klagbare Treue des Erben verließ. 
Das änderte sich in der augusteischen Zeit, denn Fideikommisse wurden gerichtlich erzwingbar, womit sich die Rechtsstellung des Erben nachhaltig verschlechterte. Der Erbe erhielt keinen Ausgleich durch Legatsbeschränkungen. Er hatte fideikommissarisch zugewandte Erbschaftsgegenstände an Bedachte abzugeben, denen er dieselben Gegenstände hätte verwehren können, wären sie rechtsgeschäftlich zugewandt worden. Allein aufgrund der Erbschaftsschuldenhaftung schlugen viele Erben die Erbschaft aus.
Hiergegen wandte sich das Gesetz, das nunmehr den Quartabzug einführte, um den Erben im Mindestmaß zu schützen. Nach Abzug der falzidischen Quart wurde einem Erbschaftsfideikommissar in seiner Funktion als Teilungslegatar die Erbschaft restituiert. Der Erbe konnte die Sachlegitimation für Erbschaftsklagen allerdings nicht auf den Erbschaftsfideikommissar übertragen. Letzterem war jedoch gestattet, säumige Erben zum Erbschaftsantritt zwingen zu lassen, vollzogen durch den praetor fideicommissarius.
Die Erweiterung des Tatbestandes auf Einzelfideikommisse ist ausweislich von Quellen wohl erst durch die Jurisprudenz vorgenommen worden. Ebenso die Anwendbarkeit des Pegasianum auf Erbschaftsfideikommisse, die einen Teilerben betrafen.